# Stanisław Samostrzelnik
Stanisław Samostrzelnik detto anche Stanisław z Krakowa o Stanisław z Mogiły (circa 1490 – Mogiła (Cracovia), 1541) è stato un pittore e monaco cristiano polacco del Rinascimento.

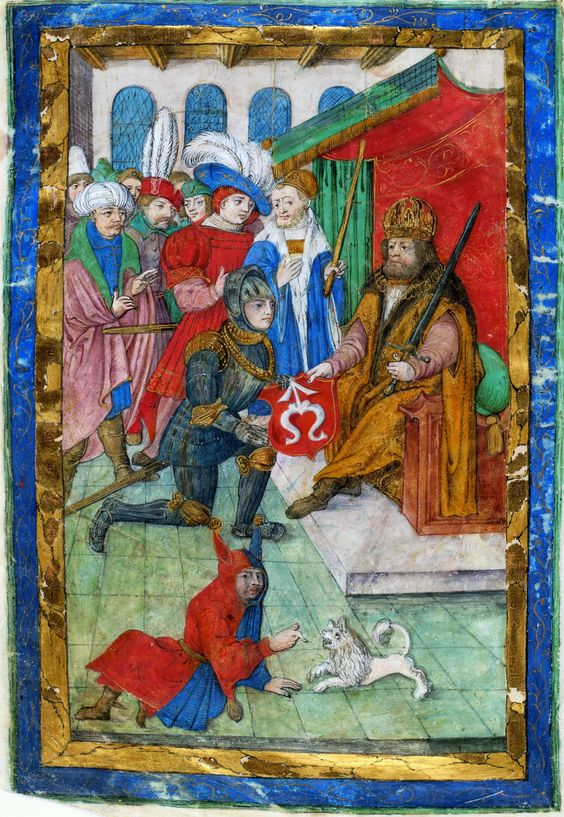
Illustrazione del Liber geneseos illustris familiae Schidloviciae del 1532, con il possibile autoritratto dell'autore come giullare

Appartenente all'ordine Cistercense, fu autore di miniature e decorazioni e primo polacco conosciuto a dipingere in stile rinascimentale.
Dipinse affreschi in molte chiese del sud del paese, le più significative si trovano nel monastero cistercense di Mogiła, a Cracovia. Altra opera di rilievo è il ritratto del Vescovo Piotr Tomicki conservato nella chiesa di San Francesco di Cracovia.